# Battalion (jeu vidéo, 1995)
Pour les articles homonymes, voir Battalion.
Battalion est un jeu vidéo libre créé en 1994, par Andrew Johnson, pour le système Irix (une implémentation d'Unix) sur une station SGI Indy, en GL (ancêtre d'OpenGL), lors de la compétition IndiZone 3 et porté sur le système de réalité virtuelle CAVE.
Le jeu étant a ensuite été porté de l'API GL à l'API OpenGL, ce qui a permis un portage sur d'autres plates-formes Unix telles que AIX, SunOS, Solaris, Linux et NetBSD, ainsi qu'OpenVMS, BeOS, Microsoft Windows et Apple OS X. Il a plus récemment été porté sur les plates-formes mobiles iOS. Il a également été porté sur palte-forme Amiga. Un remake plus évolué a également été fait en 2004 sous le nom Battalion 2004 par Jaime Alemany,.
Le joueur incarne un gros monstre rouge inspiré par Godzilla (et Mechagodzilla) et détruit tanks, bâtiments et infrastructures sur un terrain plat.

## historique
1994, création du jeu lors de la compétition lors de la compétition IndiZone 3, distribution avec le CDROM Indizone3.
1996, portage sur OpenGL, puis Mesa 3D (qui à ses débuts comportait peu de fonctions d'OpenGL).
1997, gagne le Hot Mix 17 game contest de Silicon Graphics.
1er octobre 1997, distribué avec le CDROM Ultra Pack Volume 2 de Sun Microsystems avec chaque Ultra Creator / Creator 3D system.
15 décembre 1997, distribué avec S.U.S.E. Linux.
1999, port de la version CAVE à OpenGL, lui permettant alors de fonctionner à la fois sur les environnements de réalité virtuelle CAVES et ImmersaDesks en utilisant les systèmes d'exploitation SGI, Linux ou HP-UX.
25 août 1999, article dans le magazine MacPower au Japon.
31 mai 2001, le port sur Mac OS-X est disponible sur le site d'Apple.
31 octobre 2001, le port OS-X apparaît dans le magazine MacPower au Japon et est distribué avec le CDROM du magazine.

## Récompenses
- 1995 — best indy software à la compétition IndiZone 3.
- 1997 — Creator Program games contest de Silicon Graphics
- 1999 — Hot Mix 17 game contest de Silicon Graphics